# Giro di Puglia 1977
Il Giro di Puglia 1977, sesta edizione della corsa, si svolse dal 26 al 29 aprile 1978, ripartiti su 4 tappe. La vittoria fu appannaggio dell'italiano Pierino Gavazzi, precedendo i connazionali Marino Basso e Giuseppe Saronni.

## Tappe
| Tappa  | Data      | Percorso             | km | Vincitore di tappa | Leader cl. generale |
| ------ | --------- | -------------------- | -- | ------------------ | ------------------- |
| 1ª     | 26 aprile | ? > ?                | ?  | Marino Basso       | Marino Basso        |
| 2ª     | 27 aprile | ? > Ceglie Messapica | ?  | Pierino Gavazzi    | ?                   |
| 3ª     | 28 aprile | ? > ?                | ?  | Giovanni Mantovani | ?                   |
| 4ª     | 29 aprile | ? > ?                | ?  | Carmelo Barone     | Pierino Gavazzi     |
| Totale | Totale    | Totale               | ?  |                    |                     |

## Classifiche finali

### Classifica generale
| Pos. | Corridore                | Squadra              | Tempo |
| ---- | ------------------------ | -------------------- | ----- |
| 1    | Pierino Gavazzi          | Jollj Ceramica       | ?     |
| 2    | Marino Basso             | Selle Royal-Inoxpran | ?     |
| 3    | Giuseppe Saronni         | Scic-Bottecchia      | ?     |
| 4    | Francesco Moser          | Sanson               | ?     |
| 5    | Roberto Ceruti           | G.B.C.-Itla TV Color | ?     |
| 6    | Angelo Tosoni            | G.B.C.-Itla TV Color | ?     |
| 7    | Walter Riccomi           | Scic-Bottecchia      | ?     |
| 8    | Johan De Muynck          | Brooklyn             | ?     |
| 9    | Gianbattista Baronchelli | Scic-Bottecchia      | ?     |
| 10   | Felice Gimondi           | Bianchi-Campagnolo   | ?     |